# Anthus brachyurus
Anthus brachyurus е вид птица от семейство Стърчиопашкови (Motacillidae).

## Разпространение
Видът е разпространен в Ангола, Бурунди, Габон, Замбия, Демократична република Конго, Република Конго, Мозамбик, Танзания, Уганда и Южна Африка.